# A Estrangeira (2010)
A Estrangeira (em alemão:  Die Fremde) é um filme de drama alemão de 2010 dirigido e escrito por Feo Aladag.
Foi selecionado como representante da Alemanha à edição do Oscar 2011, organizada pela Academia de Artes e Ciências Cinematográficas.

## Elenco
- Sibel Kekilli - Umay
- Nizam Schiller - Cem
- Derya Alabora - Halyme
- Settar Tanriogen - Kader
- Tamer Yigit - Mehmet
- Serhad Can - Acar
- Almila Bagriacik - Rana
- Florian Lukas - Stipe
- Nursel Köse - Gül
- Alwara Höfels - Atife
- Ufuk Bayraktar - Kemal